# Ekonomisk examen
Ekonomisk examen var den ursprungliga examensbenämningen vid handelshögskolor i Sverige. 

## Historia
1909 startade Handelshögskolan i Stockholm sin utbildning och från 1923 hade även Handelshögskolan i Göteborg motsvarande examensrätt. Utbildningen som ledde till ekonomisk examen vid dessa handelshögskolor var ursprungligen tvåårig, och de som hade avlagt denna examen titulerades vanligen DHSS och senare DHS (Diplomerad från Handelshögskolan i Stockholm) respektive DHG (Diplomerad från Handelshögskolan i Göteborg), denna förkortning sattes ut efter namnet.
Efter att utbildningen 1939-1944 successivt förlängdes från två till tre år införde 1943 den nya examensbenämningen ekonomexamen, och de som avlagt denna nya examen erhöll titeln civilekonom.
2006 anpassade sig Handelshögskolan i Stockholm till Bologna-processen, avskaffade ekonomexamen och användandet av titeln civilekonom och införde istället ekonomie kandidat- och ekonomie masterexamina samt titlarna Bachelor of Science och Master of Science.